# Hseiniyeh
Hseiniyeh (tiếng Ả Rập: الحسينية) là một ngôi làng Syria nằm ở Jisr al-Shughur Nahiyah ở huyện Jisr al-Shughur, Idlib. Theo Cục Thống kê Trung ương Syria (CBS), Hseiniyeh có dân số 450 trong cuộc điều tra dân số năm 2004.